# Морейра-ду-Лима
Морейра-ду-Лима (порт. Moreira do Lima)  —  район (фрегезия) в Португалии,  входит в округ Виана-ду-Каштелу. Является составной частью муниципалитета  Понте-де-Лима. По старому административному делению входил в провинцию Минью. Входит в экономико-статистический  субрегион Минью-Лима, который входит в Северный регион. Население составляет 893 человека на 2001 год. Занимает площадь 10,16 км².